# Madonna di Piazza
Madonna di Piazza este o pictură executată între anii 1475 - 1479 și finalizată în 1485, aflată la Catedrala din Pistoia. În trecut se credea că e o lucrare a lui Leonardo Da Vinci, dar acum această presupunere a fost infirmată. 